# Charles Michael Davis
Charles Michael Davis (n. el 1 de diciembre de 1984) es un actor y modelo estadounidense nacido en Dayton, Ohio. Es de ascendencia afroamericana y filipina. Su padre es de Kentucky y su madre es de Manila, Filipinas. Es conocido por su personaje Kwan Kirkland en la serie de televisión The Game, como también por su personaje Liam Lupo en la serie Switched at Birth. Pero sobre todo es famoso por interpretar a Marcel Gerard en The Originals.

## Carrera
Charles comenzó su carrera en la agencia Actores, Modelos y Talentos para Cristo (AMTC). Charles ha hecho anuncios para Nike y Foot Locker.
Charles ha aparecido en series de televisión como That's So Raven, Switched at Birth y Grey's Anatomy. En 2011, consiguió un papel en la serie The Game como Kwan Kirkland un quarterback de los San Diego Sabers. 
En febrero de 2013, se anunció que Charles aparecería en la serie de CW, The Originals. La serie es un spin off de The Vampire Diaries, centrado en la familia Original que vuelve a Nueva Orleans, donde el personaje de Charles (un vampiro llamado Marcel) manda.

## Filmografía
| Año  | Título            | Personaje | Notas         |
| ---- | ----------------- | --------- | ------------- |
| 2013 | Another Stateside | Ramirez   | Posproducción |

| Año       | Título              | Personaje       | Notas |
| --------- | ------------------- | --------------- | --- |
| 2005      | Noah's Arc          |                 | Episodio: "Don't Mess with My Man"                                                                                           |
| 2005      | That's So Raven     | Trevor          | Episodio: "Save the Last Dance"                                                                                              |
| 2008      | The Big Match       |                 | TV Movie |
| 2010      | Night and Day       | Hicks           | TV movie |
| 2011      | Switched at Birth   | Liam            | 4 Episodios: "Dance Amongst Daggers" "Portrait of My Father" "American Gothic" "This Is Not a Pipe"                          |
| 2011-2012 | The Game            | Kwan Kirkland   | 5 Episodios: "The Confession Episode" "The Right To Choose" "The Black People Episode" "The Tricks Episode" "Party in a Box" |
| 2013      | The Vampire Diaries | Marcel Gerard   | Episodio: "The Originals" Piloto para el spin-off, The Originals                                                             |
| 2013      | The Client List     | Ben Dalton      | 2 Episodios: "Hell on Heels" y "Cowboy Up"                                                                                   |
| 2013      | Grey's Anatomy      | Dr. Jason Myers | 7 episodios |
| 2013—2018 | The Originals       | Marcel Gerard   | Elenco principal, serie de TV The CW                                                                                         |
| 2017—2018 | Younger             | Zane Anders     | Recurrente (Temporada 4), Principal (Temporada 5)                                                                            |
| 2019      | Chicago P.D.        | Blair Williams  | Recurrente (Temporada 6, 4 episodios)                                                                                        |
| 2022      | Legacies            | Marcel Gerard   | Invitado 1 episodio, serie de TV The CW                                                                                      |